# Doktor McStuffins
Doktor McStuffins är en datoranimerad barnserie riktad till barn i förskoleåldern. Den sexåriga huvudpersonen Doktor McStuffins lagar trasiga leksaker med hjälp av sina små vänner Lammi, Fuffe, Froste och Sally. Serien sänds på Disney Junior.

## Doktor McStuffins i Sverige
Doktor McStuffins har visats på Disney Junior och Barnkanalen.

## Rollfigurer

### Människor
- Doktor McStuffins (svensk röst: Isolde Dunder) Sexårig flicka som är doktor åt leksaker.

- Tommy McStuffins - Lillebror till Doktor McStuffins

- Marcus McStuffins - Pappa till Doktorn och Tommy (svensk röst: Mattias Knave)

- Dr. Maisha - Mamma till Doktorn och Tommy, samt fru till Marcus  (svensk röst: Vivian Cardinal)

### Leksaker
- Lammi Lammi är ett lamm,  och är Doktorns bästa vän. Hon blir ibland svartsjuk på andra leksaker som får Doktorns uppmärksamhet.

- Fuffe Fuffe är en drake[5], och även han Doktorns vän. Han kan vara lite stollig ibland.

- Sally Sally är en flodhäst som arbetar som sjuksköterska vid Doktor McStuffins klinik.

- Froste Froste är en snögubbe som tror att han kan smälta. Självklart är även han en vän till Doktorn också lik Olaf från Frost

## Avsnitt

### Säsong 1
- Riddardags (Knight Time)
- Ett allvarligt fall av stickus-taggus (A Bad Case of the Pricklethorns)
- Den trasiga lådan (Out of the Box)
- En trött racerbil (Run down the Race Car)
- En tröttsam tebjudning (Tea Party Tantrum)
- Raketstart (Blast Off!)
- Nian bli hel igen (Engine Nine, Feelin Fine)
- Stoppningen (The Right Stuff)
- Gapa gapigaton (Gulpy! Gulpy! Gators)
- Det stämmer inte (One Note Wonder)
- Äventyr i spelhallen (Arcade Escapade)
- En Stjärnklar kväll (Starry, Starry, Night)
- Räddnings-Ronja redo för utryckning)
- Ben-Anna Split (Ben/Anna Split)
- Det är inte Klokt (That's Just Claw-ful)
- Hickan (A Good Case of the Hiccups)